# Afromicrodon comoroensis
Afromicrodon comoroensis är en tvåvingeart som först beskrevs av Meyer 1990.  Afromicrodon comoroensis ingår i släktet Afromicrodon och familjen blomflugor. Inga underarter finns listade i Catalogue of Life.